# Korpen faller
Korpen faller är ett album av trallpunkbandet Charles Hårfager, utgivet 1994 av skivbolaget Kamel Records.

## Låtlista
1. "Solo för de sovande"
2. "De andras sorg"
3. "Vandringsled"
4. "Arg"
5. "Chanslös"
6. "Korpen faller"
7. "Jag kommer aldrig"
8. "Hör ni hånskratten?"
9. "Tröst"
10. "Epilog"